# The Girl Guides Association of Antigua and Barbuda
The Girl Guides Association of Antigua and Barbuda (in italiano Associazione Ragazze Guide di Antigua e Barbuda) è l'associazione nazionale del Guidismo in Antigua e Barbuda. Questa conta 718 membri (nel 2003). L'associazione diventa membro effettivo del WAGGGS (World Association of Girl Guides and Girl Scouts) nel 1984.

## Programma
L'associazione è divisa in cinque branche in rapporto all'età:
- Tweenies (3 - 6+ anni)
- Brownies (6+ - 10 anni)
- Guides (10 - 15 anni)
- Rangers (15 - 25 anni)
- Young Leader (18 - 30 anni)